# Desk Set
Desk Set is een Amerikaanse filmkomedie uit 1957 onder regie van Walter Lang. De film werd destijds in Nederland uitgebracht onder de titel Geen gehoor… op kantoor.

## Verhaal
De efficiënte automatiseringsexpert Richard Sumner moet het informatiebureau van een televisiezender moderniseren. Hij krijgt de opdracht om zijn bedoelingen geheim te houden. Het afdelingshoofd Bunny Watson heeft geen computer nodig om Richard te ontmaskeren. Ondanks hun voortdurende gesteggel worden ze verliefd op elkaar.

## Rolverdeling
| Acteur            | Personage         |
| ----------------- | ----------------- |
| Spencer Tracy     | Richard Sumner    |
| Katharine Hepburn | Bunny Watson      |
| Gig Young         | Mike Cutler       |
| Joan Blondell     | Peg Costello      |
| Dina Merrill      | Sylvia Blair      |
| Sue Randall       | Ruthie Saylor     |
| Neva Patterson    | Juffrouw Warriner |
| Harry Ellerbe     | Smithers          |
| Nicholas Joy      | Mijnheer Azae     |
| Diane Jergens     | Alice             |
| Merry Anders      | Cathy             |
| Ida Moore         | Oude vrouw        |
| Rachel Stephens   | Receptioniste     |